# Rodney Ken-Ah-Kong
Rodney Ken-Ah-Kong est un joueur seychellois de volley-ball né le 10 juillet 1987 sur l'île de La Digue. Il mesure 2,04 m et joue central. Il est international seychellois.

## Clubs
| Club             | De        | À         |
| ---------------- | --------- | --------- |
| Nice Volley-Ball | 2007-2008 | 2011-2012 |
| Rennes Volley 35 | 2012-2013 | 2017-2018 |
| Nice Volley-Ball | 2018-2019 | ...       |

## Palmarès
- Médaille d'or des Jeux des îles de l'océan Indien 2011 avec l'équipe des Seychelles de volley-ball[1]